# M6 (canal de televisión)
M6 es un canal de televisión francés en abierto que empezó sus emisiones en 1987. Forma parte del grupo multimedia Groupe M6. Desde 2011, es el tercer canal con más audiencia en Francia.

## Historia

### Orígenes
Su origen se encuentra en el interés de la Compañía Luxemburguesa de Teledifusión por conseguir una concesión nacional para emitir televisión en Francia. El grupo CLT ya emitía desde 1955 el canal francófono RTL Télévision, que podía verse en algunas regiones fronterizas con Luxemburgo, y tras el lanzamiento vía satélite de RTL Television para el mercado alemán sus pretensiones pasaron por conseguir entrar en el mercado francés. Cuando se reformó la Ley Audiovisual francesa, CLT se presentó al concurso para conseguir una concesión a nivel nacional de televisión privada, impulsado en 1985 por François Mitterrand. Sin embargo no lo consiguió, ya que las dos cadenas que lograron la concesión fueron La Cinq y TV6.
Tras esta decisión, CLT decidió impugnar el concurso. Su reclamación fue atendida meses después tras el cambio de gobierno, con un nuevo gabinete con Jacques Chirac como primer ministro; este deroga la concesión de La Cinq y TV6, además de anunciar la privatización de TF1. Aunque en un principio estuvo previsto que ocupara el lugar de La Cinq, la llegada a ese canal del empresario Robert Hersant, cercano a la RPR, provocó que esa cadena mantuviera su concesión. Por ello, la CLT pasó a hacerse en febrero de 1987 con la concesión sobre el sexto canal que hasta entonces ostentaba TV6, pasando a emitir en su frecuencia.

### M6 (desde 1987)
El estreno del canal se produjo a las 11:00 del 1 de marzo de 1987 con el nombre de Métropole 6 o Métropole Télévision, con la aparición del director de la cadena Jean Drucker, y apostó por ofrecer una programación de carácter generalista, con contenidos y presentadores procedentes de RTL Télévision. Durante sus primeros meses, la acogida de M6 fue muy discreta y la estrategia de repetir contenidos de la cadena luxemburguesa fue un fracaso, por lo que en septiembre de 1987 Jean Stock, director de programas, tuvo que hacer cambios radicales. La cadena modificó su imagen corporativa por una nueva con diseño de Étienne Robial, eliminó todo rastro de similitud con RTL Télévision, y apostó por una programación modesta basada en series, música y programas de entretenimiento. Su eslogan en esos años fue "la petite chaîne qui monte, qui monte" (la pequeña cadena que sube y sube), y mostró un plan de consolidación a medio y largo plazo.
En 1992 M6 obtuvo beneficios por primera vez en su historia, beneficiándose de la desaparición de La Cinq, y en 1994 entra en bolsa. Durante ese tiempo se consolida como cadena nacional en Francia, debido a que el número de competidores por el mercado publicitario se redujo, y luchó por el segundo puesto de la televisión privada por debajo de la principal competidora, TF1.
M6 fue la primera cadena que introdujo telerrealidad en su programación, con el show Loft Story en 2001 que a su vez fue uno de los más exitosos en la historia del canal. Esto provocó que TF1 firmara en 2002 con Endemol un acuerdo de exclusividad en Francia para realizar sus programas, por lo que el programa desapareció tras concluir su segunda edición. Desde entonces M6 mantuvo el estilo de programación de series y entretenimiento, pero con vocación generalista para un público joven. En 2006 la cadena emitió 31 de los 64 partidos del Mundial de Fútbol de Alemania, y durante la década del 2000 desarrolla varios proyectos, como un canal de pago conjunto con TF1 llamado TF6 o la creación de canales del mismo grupo para la televisión digital terrestre como W9.
M6 comenzó sus emisiones en alta definición por el multiplex R5 de la TNT, cable y por satéllite desde el 30 de octubre de 2008.

## Identidad

### Eslóganes
- 1987 : « C’est à voir, c’est sur M6 » (Vamos a ver, está en M6)
- 1988 : « M6, La petite chaîne qui monte, qui monte ! » (La pequeña cadena que crece y crece!)
- 2005 : « M6 : Fournisseur officiel de séries cultes depuis 1987 » (M6, proveedor oficial de series de culto, desde 1987)
- 2007 : « M6, 20 ans à cultiver notre différence » (M6, 20 años cultivando nuestras diferencias)
- Abril de 2008 : « Le futur, vivons le ensemble » (El futuro, lo vivimos juntos)
- 2010 : « Prenez du bon temps sur M6 ! » (Pase un buen rato en M6!)
- 2010 : « M6, c'est vous ! » (M6, Eres tú!)
- 2010 : « M6, Votre quotidien nous inspire ! » (M6, su día a día nos inspira!)[4]
- Septiembre de 2011 - septiembre de 2012 : « La vie en mieux » ( La vida a Mejor )
- Septiembre de 2012 - Diciembre de 2012 : « M6, la chaîne qui donne envie de rentrer » ( M6, la cadena que te hace volver )[5]
- Janvier de 2013 - Diciembre de 2014: « Vibrez sur M6 ! » ( Vibra en M6!)
- Desde septiembre de 2015 : « Continuons de grandir ensemble » ( Continuemos creciendo juntos )[1]

### Denominaciones del canal
- Proyecto : RTL 6
- Desde el 1 de marzo de 1987 : M6

## Organización

### Dirigentes
Presidente-director general :
- Jean Drucker : 1 de marzo de 1987 - mayo de 2000
- Nicolas de Tavernost : desde mayo del 2000[6]

Director general :
- Nicolas de Tavernost : 1988 - 2000

Director general adjunto :
- Nicolas de Tavernost : 1 de marzo de 1987 - 1988

Vicepresidente de dirección encargado de emisiones y contenidos :
- Thomas Valentin : desde el 26 de mayo de 2000

Vicepresidente de dirección encargado de actividades comerciales y desarrollo :
- Robin Leproux : 2012-2014

Miembro de dirección encargado de la gestión :
- Jérôme Lefébure : desde 25 de marzo de 2010

Directores generales de M6 Publicité :
- Catherine Lenoble : 1987 - 31 de marzo de 2012
- Robin Leproux : 31/03/2012 - 11 de septiembre de 2014
- Ronan de Fressenel : 11 de septiembre de 2014 - 7 de diciembre de 2014 (interino)
- David Larramendy : desde 8 de diciembre de 2014

Directores de programación :
- Jean Stock : 1987-1988
- Thomas Valentin : 1988-2006
- Bibiane Godfroid : 2007-2014
- Frédéric de Vincelles : desde el 1 de enero de 2015

Directores de información :
- Alexandre Baloud : 1987 - junio de 1992
- Patrick de Carolis : junio de 1992 - 1997
- Emmanuel Chain : 1997 - 26 de octubre de 2001
- Philippe Labi : 27 de octubre de 2001 - 31 de diciembre de 2004
- Jérôme Bureau : 1 de enero de 2005 - 31 de diciembre de 2014
- Stéphane Gendarme : a partir del 1 de enero de 2015

Directores de la redacción :
- Michel Cellier : 1996 - 2002 (director de la redacción nacional y de las redacciones locales)
- Jean-François Richard : 2002 - 2009 (director delegado de las redacciones locales)
- Stéphane Gendarme : desde 2007 (director de la redacción)

Directores de programas de información :
- Vincent Régnier : depuis 2009 (director general de C-Productions)

Director de adquisiciones :
- Bernard Majani

Directores adjuntos de adquisiciones :
- Catherine Schöfer : 1995 - 2005
- Alexandre Moussard : desde el 12 de marzo de 2012

### Capital
El 100 % de la propiedad del canal pertenece a Groupe M6, el cual pertenece en un 43,85 % a RTL Group, un 7,10 % por CNP, un 0,53 % a auto-contrôle y el 0,10 % restante pertenece a los trabajadores de la empresa.
Los derechos de voto correspondientes a las acciones de Métropole Télévision controladas por RTL Group se limitan al 34%.

## Audiencias
Desde 2011, M6 es el tercer canal francés más visto por detrás de TF1 y France 2.
| 1987 | 1988 | 1989 | 1990 | 1991 | 1992  | 1993  | 1994  | 1995  |
| ---- | ---- | ---- | ---- | ---- | ----- | ----- | ----- | ----- |
| 1,8% | 4,9% | 6,4% | 7,3% | 8,0% | 10,2% | 11,2% | 11,4% | 11,5% |

|      | Enero  | Febrero | Marzo  | Abril  | Mayo   | Junio  | Julio  | Agosto | Septiembre | Octubre | Noviembre | Diciembre | Media Anual |
| ---- | ------ | ------- | ------ | ------ | ------ | ------ | ------ | ------ | ---------- | ------- | --------- | --------- | ----------- |
| 1996 |        |         |        |        |        | 12,4 % | 11,1 % | 11,2 % | 12,4 %     | 12,3 %  | 11,3 %    | 11,9 %    | 11,9 %      |
| 1997 | 11,9 % | 11,8 %  | 11,9 % | 12,8 % | 12,7 % | 13,1 % | 12,1 % | 12,6 % | 13,1 %     | 13,2 %  | 13,0 %    | 14,1 %    | 12,7 %      |
| 1998 | 12,9 % | 12,2 %  | 12,8 % | 13,2 % | 13,7 % | 12,2 % | 12,3 % | 13,0 % | 12,5 %     | 12,8 %  | 13,1 %    | 13,8 %    | 12,9 %      |
| 1999 | 13,5 % | 13,6 %  | 13,2 % | 13,4 % | 14,3 % | 14,2 % | 13,8 % | 13,1 % | 13,9 %     | 12,8 %  | 13,1 %    | 13,1 %    | 13,6 %      |
| 2000 | 13,3 % | 13,2 %  | 13,0 % | 12,7 % | 12,5 % | 12,7 % | 12,6 % | 12,6 % | 12,0 %     | 12,6 %  | 12,3 %    | 12,6 %    | 12,7 %      |
| 2001 | 12,8 % | 13,3 %  | 13,1 % | 14,0 % | 16,7 % | 16,5 % | 14,1 % | 11,9 % | 12,1 %     | 12,4 %  | 12,9 %    | 12,2 %    | 13,5 %      |
| 2002 | 12,4 % | 12,8 %  | 13,0 % | 14,4 % | 15,1 % | 14,7 % | 13,2 % | 12,5 % | 13,0 %     | 12,8 %  | 12,6 %    | 12,3 %    | 13,2 %      |
| 2003 | 12,4 % | 12,6 %  | 12,0 % | 12,5 % | 12,9 % | 12,8 % | 12,3 % | 12,4 % | 13,0 %     | 12,7 %  | 12,5 %    | 12,6 %    | 12,6 %      |
| 2004 | 12,7 % | 12,7 %  | 12,8 % | 12,8 % | 12,0 % | 11,5 % | 12,0 % | 11,5 % | 13,3 %     | 12,3 %  | 12,5 %    | 12,8 %    | 12,5 %      |
| 2005 | 12,2 % | 13,4 %  | 13,0 % | 13,2 % | 13,7 % | 13,3 % | 11,5 % | 12,0 % | 12,3 %     | 12,2 %  | 12,4 %    | 12,2 %    | 12,6 %      |
| 2006 | 12,2 % | 12,1 %  | 12,5 % | 12,4 % | 13,0 % | 14,7 % | 11,6 % | 12,3 % | 12,6 %     | 12,5 %  | 12,4 %    | 11,7 %    | 12,5 %      |
| 2007 | 12,6 % | 11,5 %  | 11,6 % | 12,3 % | 11,2 % | 11,4 % | 11,2 % | 11,2 % | 11,6 %     | 11,3 %  | 11,5 %    | 10,8 %    | 11,5 %      |
| 2008 | 10,8 % | 10,7 %  | 10,9 % | 11,0 % | 11,1 % | 13,0 % | 10,9 % | 9,8 %  | 10,7 %     | 11,2 %  | 11,0 %    | 11,0 %    | 11,0 %      |
| 2009 | 11,0 % | 10,9 %  | 11,1 % | 10,7 % | 11,2 % | 10,7 % | 10,6 % | 10,1 % | 11,3 %     | 11,2 %  | 10,8 %    | 10,3 %    | 10,8 %      |
| 2010 | 10,5 % | 10,4 %  | 10,6 % | 10,4 % | 10,2 % | 10,0 % | 10,0 % | 11,2 % | 10,9 %     | 10,2 %  | 10,5 %    | 9,7 %     | 10,4 %      |
| 2011 | 10,3 % | 10,5 %  | 10,7 % | 10,8 % | 9,8 %  | 10,5 % | 10,5 % | 10,7 % | 11,3 %     | 11,3 %  | 11,4 %    | 10,9 %    | 10,8 %      |
| 2012 | 11,8 % | 11,7 %  | 11,3 % | 11,3 % | 10,4 % | 12,3 % | 10,9 % | 9,9 %  | 11,6 %     | 11,4 %  | 10,8 %    | 10,9 %    | 11,2 %      |
| 2013 | 10,7 % | 10,7 %  | 10,8 % | 10,3 % | 10,0 % | 10,4 % | 10,5 % | 11,0 % | 11,2 %     | 10,8 %  | 10,4 %    | 10,2 %    | 10,6 %      |
| 2014 | 10,6 % | 10,0 %  | 10,0 % | 9,6 %  | 9,8 %  | 9,4 %  | 9,6 %  | 10,5 % | 10,8 %     | 10,4 %  | 10,8 %    | 10,1 %    | 10,1 %      |
| 2015 | 10,0 % | 9,9 %   | 9,7 %  | 9,5 %  | 9,6 %  | 10,1 % | 9,9 %  | 10,0 % | 10,1 %     | 10,0 %  | 10,0 %    | 9,8 %     | 9,9 %       |
| 2016 | 10,1 % | 10,0 %  | 9,9 %  | 9,6 %  | 10,0 % | 11,1 % | 11,2 % | 9,6 %  | 10,8 %     | 10,5 %  | 9,9 %     | 9,8 %     | 10,2 %      |
| 2017 | 9,9 %  | 9,7 %   | 9,6 %  | 9,5 %  | 9,0 %  | 9,3 %  | 9,8 %  | 9,8 %  | 9,9 %      | 9,7 %   | 9,6 %     | 8,6 %     | 9,5 %       |
| 2018 | 9,7 %  | 9,2 %   | 9,2 %  | 8,8 %  | 8,9 %  | 8,4 %  | 8,4 %  |        |            |         |           |           |             |

Fuente : Médiamétrie
Leyenda :
Fondo verde : mejor resultado histórico.
Fondo rojo : peor resultado histórico.

El mejor dato de audiencia se produjo con la emisión de la final de la Eurocopa 2016, que enfrentaba a Francia y a Portugal, el 10 de julio de 2016. El total de espectadores fue de 20.827.000 y una cuota de mercado del 72,9 %.